# Nhà Ottoman
Nhà Ottoman (hay Hoàng triều Osman) (tiếng Thổ Nhĩ Kỳ: Osmanlı Hânedanı) cai trị Đế quốc Ottoman từ năm 1299 đến 1922, khởi đầu với Osman I (không tính cha ông, Ertuğrul). Tuy nhiên, họ chỉ thật sự là triều đại khi Orhan Bey xưng sultan. Trước đó, có lẽ bộ lạc/triều đại này tên là Söğüt nhưng đổi tên thành Osmanlı (Ottoman trong tiếng Anh) để tưởng nhớ Osman.

## Lịch sử
Sultan có quyền lực tuyệt đối, ít nhất là quốc trưởng của đế quốc hay người đứng đầu triều đình, dù có lúc nhiều quyền lợi thực tế được giao cho các vizia (theo quy tắc thủ hạ trung thành), đặc biệt là Đại Vizia, triều đình Ottoman còn được gọi là Cổng huy hoàng theo tên của phủ Đại Vizia, hoàng cung ở điện Topkapı được phần lớn người ngày nay gọi là hậu cung.
Xem bài Tổ chức nhà nước của Đế quốc Ottoman để biết thêm về sultan và chính quyền Ottoman.